# Gargoyles
Gargoyles is een Amerikaanse animatieserie, bedacht door Greg Weisman. De serie werd geproduceerd door Greg Weisman en Frank Paur voor The Walt Disney Company, en werd oorspronkelijk uitgezonden van oktober 1994 tot februari 1997. De serie telt 78 afleveringen.

## Achtergrond
Het idee voor de serie begon als een komische serie vergelijkbaar met de Gummi Beren, maar dan een hedendaags verhaal. Dit idee werd verworpen. Disneyproducer Tad Stones kwam toen met het idee om aan dit concept een waterspuwer toe te voegen als tragisch hoofdpersonage. Rondom dit personage werd het hele idee voor de serie herschreven naar een serieuzere en meer op actie gerichte serie.
Bij de originele uitgave betekende Gargoyles een keerpunt voor de Disney-televisieseries. Het was de eerste serie gemaakt voor een oudere doelgroep dan de series die Disney tot dusver geproduceerd had. De serie bevatte complexe verhaallijnen die meerdere afleveringen besloegen, en grote karakterontwikkelingen. De serie vertoond vooral sterke invloeden van Schotse geschiedenis en Shakespeares Macbeth en A Midsummer Night's Dream.
Onder de stemacteurs bevonden zich enkele alumni van de Star Trek-franchise, waaronder Marina Sirtis en Jonathan Frakes.

## Verhaal
De serie draait om een groep waterspuwers (gevleugelde, humanoïde wezens), die in het middeleeuwse Schotland het kasteel Wyvern verdedigden. Ze werden echter verraden en door een magische vloek veranderd in steen. 1000 jaar later wordt de vloek opgegeven, en ontwaken de waterspuwers in het New York van de jaren 90.
De waterspuwers kunnen alleen ’s nachts weer tot leven komen. Overdag verstenen ze. Ze houden zich schuil in het voormalige kasteel Wyvern, dat door de zakenman David Xanatos naar New York is gehaald en bovenop zijn wolkenkrabber is geplaatst, en vinden enkele bondgenoten zoals de politiedetective Elisa Maza. Niet iedereen is blij met hun komst. Veel mensen die afweten van het bestaan van de waterspuwers wantrouwen hen. Daarbij komt de groep ook oog in oog te staan met andere waterspuwers, waaronder de kwaadaardige Demona.

## Personages

### Waterspuwers
Van de waterspuwers bestaan wereldwijd verschillende clans.
Manhattan-clanDe primaire groep waterspuwers in de serie. Ze zijn de laatste leden van de veel grotere Wyvern Clan, die ooit samen leefde met mensen en hen beschermden. De meeste zijn gedood toen ze van steen waren bij daglicht. Ze werden in steen veranderd door een tovenaar, die ten onrechte dacht dat de groep verantwoordelijk was voor de dood van prinses Katharine. Pas als het kasteel boven de wolken uit zou stijgen zou de vloek worden verbroken. Dit gebeurde toen Xanatos het kasteel op zijn wolkenkrabber plaatste. De leden van deze clan zijn:
- Goliath: de leider van de groep, en tevens de enige die oorspronkelijk een naam had. Hij is sterk, intelligent en heeft een groot gevoel voor eer.
- Hudson: de voormalige leider van de Wyvernclan. Hij was de eerste die een naam voor zichzelf bedacht na weer te zijn ontwaakt.
- Broadway: een met overgewicht kampende waterspuwer. Hij ontwikkeld in de serie een grote hekel voor vuurwapens, en een liefde voor oude films.
- Lexington: de kleinste van de waterspuwers. Hij is tevens degene die zich het beste kan aanpassen aan de moderne tijd. Zo is hij geobsedeerd door alles wat met techniek te maken heeft, en wordt zelfs de uitvinder van het team.
- Bronx: een hondachtige waterspuwer.
- Angela: De dochter van Goliath en Demona. Ze werd opgevoed door de Avalon Clan, en voegde zich halverwege seizoen twee bij haar vaders clan.
- Brooklyn: de jonge tweede commandant van de waterspuwers. Hij wordt later in de serie door een fenix terug in de tijd gestuurd, en reist 40 jaar door verschillende tijdperken alvorens terug te keren naar het heden met een vrouw en kind.
- Katana: Brooklyns vrouw.
- Nashville: de zoon van Brooklyn en Katana.
- Coldstone: een deels mechanische waterspuwer, gemaakt door Demona en Xanatas uit de restanten van drie vernietigde waterspuwers: "Othello", "Desdemona" en "Iago". Lange tijd delen deze drie persoonlijkheden een lichaam. Later maakt Xanatos aparte lichamen voor hen alle drie.

DemonaGoliaths voormalige partner, nu zijn vijand. Zij bleef het lot om in steen te worden veranderd gespaard door een magisch contract met McBeth. In de afgelopen duizend jaar heeft ze een enorme haat tegen mensen ontwikkeld. Zij overtuigde Xanatos om de waterspuwers te helpen ontwaken in de hoop dat ze haar zouden steunen in haar strijd tegen de mensheid. Later in de serie krijgt ze van een magisch wezen genaamd The Puck de gave om overdag in een mens te veranderen, zodat ze niet meer versteend.
Avalon-claneen waterspuwerclan bestaande uit de kinderen van de waterspuwers van Goliaths clan. Zij werden door prinses Katharina naar het mystieke Avalon gebracht nadat hun ouders waren versteend.
Londen-clanEen groep waterspuwers die zich ophoudt in Londen, waar ze onder andere als dekmantel een winkel uitbaten.
Clan IshimuraEen waterspuwerclan uit Japan.
Labyrinth-clanEen waterspuwerclan die ondergronds leeft.

### Mensen
Inwoners van Kasteel Wyverndeze mensen leefden 1000 jaar geleden in het oude Schotland, en werden toen door Goliaths clan beschermd. Ze worden geregeld gezien in flashbacks:
- Prinses Katharine: dochter van Malcolm en Elena, en leider van Kasteel Wyvern.
- The Magus: de hofmagiër van kasteel Wyvern. Hij veranderde de waterspuwers permanent in steen toen hij dacht dat zijn de prinses hadden gedood.
- Tom: een jongen die goede vrienden was met Goliaths clan, en trainde onder andere de waterspuwers van de Avalon-clan.
- The Archmage: een kwaardaardige tovenaar en voormalig vijand van de Wyvern-clan.

Inwoners van New York
- Elisa Maza: een detective van de New Yorkse politie, en een van de eerste mensen die het bestaan van de waterspuwers ontdekt. Ze wordt hun spion in de menselijke samenleving, en hun beschermer wanneer ze overdag versteend zijn.
- David Xanathos: een rijke, maar corrupte zakenman, en lange tijd partner van Demona. Hij is verantwoordelijk voor de terugkeer van de waterspuwers. Hij staat aan het hoofd van zijn eigen bedrijf, Xanatos Enterprises. Hij is lange tijd een vijand van de waterspuwers, tot Demona hem verraad en dreigt hem samen met de hele mensheid te vernietigen. Tegen het einde van de serie is hij een bondgenoot van Goliath en zijn clan geworden.
- Macbeth: de voormalige koning van Schotland, die door een magisch contract verbonden is met Demona. Hij leeft zolang zij nog leeft. Derhalve is hij nog altijd in leven in de jaren 90.

The Packeen groep mensen uitgekozen door Xanatos om op de waterspuwers te jagen. Hij geeft hun hiervoor enkele upgrades zoals met implantaten versterkte lichamen.
Huntersnakomelingen van koning Duncan de eerste, die gezworen hebben Demona en alle andere waterspuwers te vernietigen. De huidige generatie, bestaande uit Jason, Jon en Robyn, komt naar New York om de klus af te maken.
Illuminatieeen geheim genoodschap opgericht door Sir Percival. De groep beheerst van achter de schermen veel organisaties in de wereld, tot de politiek van sommige landen aan toe. Xanatos is ook lid van deze groep.

### Overig
Het Derde RasOok bekend als de kinderen van Oberon. Dit is een groep van magische wezens van verschillende afkomst.
- Oberon: de leider van Avalon. Hij beschikt over goddelijke krachten en is erg arrogant.
- Titania: de vrouw van Oberon en koningin van Avalon.
- The Weird Sisters: drie krachtige magiërs, gebaseerd op de heksen uit Shakespeares Macbeth.
- Puck: een fee die wensen vervult, maar altijd met een onverwachte bijwerking. Zo veranderde hij Demona overdag in een mens toen ze wenste voortaan niet meer te verstenen bij zonsopkomst.

Steel/Iron-claneen groep robotische waterspuwers, gemaakt door Xanatos. Hij gebruikt ze als zijn persoonlijke leger.
The New Olympianseen groep magische wezens gebaseerd op de traditionele Griekse goden.

## Rolverdeling
- Keith David – Goliath
- Salli Richardson - Elisa Maza
- Jeff Bennett - Brooklyn
- Edward Asner - Hudson
- Frank Welker - Bronx
- Thom Adcox-Hernandez - Lexington
- Bill Fagerbakke - Broadway
- Jonathan Frakes - David Xanatos
- Brigitte Bako - Angela
- Marina Sirtis - Demona
- John Rhys-Davies - Macbeth
- Michael Dorn - Coldstone

## Afleveringen
In totaal telt de serie 78 afleveringen van elk een half uur. De eerste twee seizoenen werden uitgezonden in het Disney Afternoon programmablok.
Het derde seizoen droeg de subtitel Gargoyles: The Goliath Chronicles. De afleveringen van dit seizoen zijn gemaakt zonder betrokkenheid van Greg Weisman, en worden door hem niet beschouwd als officieel onderdeel van de canon van de serie.

## Andere media

### Geplande Spin-offs
Meerder malen zijn er plannen geweest voor een spin-offserie van Gargoyles, maar deze zijn nooit gerealiseerd. Enkele geplande series waren:
- Een serie die zou tonen wat Brooklyn allemaal meemaakte tijdens de 40 jaar dat hij door de tijd reisde.
- Een serie die geheel zou draaien om The New Olympians.
- Een serie die zou draaien om de conflicten tussen Coldstone, Desdemona, Iago, en Goliath in het jaar 994
- Een serie die zou draaien om de nakomelingen van de waterspuwers, getiteld Gargoyles 2198.

### Strips
Er zijn meerdere malen stripseries gemaakt over de serie:
Eerst publiceerde het tijdschrift Disney Studios Adventures een reeks van 11 Gargoyles-verhalen.
In 1995 begon Marvel Comics met de productie van een Gargoyles-stripserie. Deze strips volgden niet de continuïteit van de televisieserie. Greg Weisman had geen directe betrokkenheid bij de productie van deze serie, maar werd wel af en toe geraadpleegd om er zeker van te zijn dat de strip niet te ver van de televisieserie zou afdwalen. De serie telde 11 delen.
Op 21 juni 2006 begon Slave Labor Graphics in samenwerking met CreatureComics.com een nieuwe Gargoyles-strip te produceren. Deze strip gaat verder waar de animatieserie is gestopt.

### Videospel
In 1995 verscheen het videospel Gargoyles voor de Sega Genesis. Een versie voor de Super Nintendo stond ook op de planning, maar is nooit uitgebracht.

## Prijzen en nominaties
- In 1995 won Gargoyles een Annie Award voor “Best Individual Achievement for Storyboarding in the Field of Animation”.
- Datzelfde jaar werd de serie genomineerd voor nog drie Annie Awards: “Best Individual Achievement for Creative Supervision in the Field of Animation”, “Best Individual Achievement for Production Design in the Field of Animation” en “Best Individual Achievement for Writing in the Field of Animation”.
- In 1996 werd de serie genomineerd voor een Daytime Emmy in de categorie “Outstanding Performer in an Animated Program”(Keith David)
- In 1997 werd de serie genomineerd voor een Annie Award in de categorie “Best Promotional Production”